# Grant Fuhr
Grant Scott Fuhr (ur. 28 września 1962 w Spruce Grove, Alberta) – kanadyjski hokeista, reprezentant Kanady. Trener hokejowy.
Pierwotnie miał jednego rodzica czarnoskórego i jednego białego. Został adoptowany i wychowany przez rodzinę w Spruce Grove.

## Kariera zawodnicza
- Victoria Cougars (1979-1981)
- Edmonton Oilers (1981-1991)
  -  Moncton Alpines (1982)
- Toronto Maple Leafs (1991-1993)
- Buffalo Sabres (1993-1994)
  -  Rochester Americans (1993)
- Los Angeles Kings (1995)
- St. Louis Blues (1995-1999)
- Saint John Flames (1999)
- Calgary Flames (1999-2000)

Początkowo grał w juniorskich rozgrywkach WHL w ramach CHL. W drafcie NHL z 1981 został wybrany przez Edmonton Oilers. W barwach tego klubu rozegrał osiem pierwszych sezonów w NHL. W międzyczasie grał także przekazywany w lidze AHL w amerykańskich zespołach. W sezonie 1990-1991 został zawieszony za stosowanie niedozwolonych substancji. Później grał jeszcze w pięciu innych klubach NHL, w tym dwóch kanadyjskich. Zakończył karierę w drużynie z Calgary. Łącznie rozegrał w NHL 1018 meczów.
Był reprezentantem Kanady. Uczestniczył w turniejach Canada Cup 1984, 1987, meczach Rendez-vous ’87 oraz mistrzostw świata edycji 1989.

## Kariera trenerska i działacza
- Calgary Flames (2000-2002) – trener bramkarzy
- Phoenix Coyotes (2004-2009) – trener bramkarzy
- Phoenix Coyotes (2009-2011) – dyrektor ds. rozwoju zawodników
- Knights of Columbus (od 2011) – trener[3]

## Sukcesy
Reprezentacyjne
- Złoty medal Canada Cup: 1984, 1987
- Srebrny medal mistrzostw świata: 1989

Klubowe
- Puchar Stanleya: 1984, 1985, 1987, 1988, 1990
- Clarence S. Campbell Bowl: 1983, 1984, 1985, 1987, 1988, 1990
- Presidents’ Trophy: 1986, 1987

Indywidualne
- WHL i CHL 1979/1980:
  - Jim Piggott Memorial Trophy – najlepszy debiutant WHL
- WHL i CHL 1980/1981:
  - Del Wilson Trophy – najlepszy bramkarz WHL
- NHL (1983/1984):
  - Drugi skład gwiazd
- Canada Cup 1987:
  - Skład gwiazd turnieju
- NHL (1987/1988):
  - Trofeum Vezina – najlepszy bramkarz
  - Pierwszy skład gwiazd
- NHL (1993/1994):
  - William M. Jennings Trophy – najlepszy bramkarz

Rekordy
- Najwięcej meczów bez porażki bramkarza-pierwszoroczniaka w sezonie zasadniczym NHL: 23 (1981/1982)
- Najwięcej asyst jako bramkarz w sezonie zasadniczym NHL: 14 (1983/1984)
- Najwięcej zwycięstw bramkarza w sezonie zasadniczym klubu Edmonton Oilers: 40 (1987/1988)
- Najwięcej meczów jako bramkarz w sezonie zasadniczym NHL: 79 (1995/1996)
- Najwięcej kolejnych występów meczowych w sezonie zasadniczym NHL: 76 (1996)
- Najwięcej zwycięstw meczowych w fazie play-off: 16 (1987/1988, jako pierwszy rekordzista, obecnie ex aequo z 16 innymi zawodnikami)

Wyróżnienia
- Numer 31 zastrzeżony w klubie Edmonton Oilers: 2003
- Hockey Hall of Fame: 2003[4]
- Galeria Sławy prowincji Alberta: 2004